# Igreja de São Miguel (Salvador)
A Igreja de São Miguel é um templo católico brasileiro, construído em 1725, para devoção ao Senhor Bom Jesus de Bouças Crucificado da Via Sacra e São Miguel. A igreja está localizada no Centro Histórico da cidade de Salvador, no estado da Bahia. É um patrimônio cultural nacional, tombado pelo Instituto do Patrimônio Histórico e Artístico Nacional (IPHAN), na data de 25 de maio de 1938, sob o processo de nº 89-T-1938.

## História
Em 1725, Francisco Gomes do Rego deu início a construção da igreja em devoção ao Senhor Bom Jesus de Bouças Crucificado da Via Sacra e São Miguel. E em 1732, a construção da igreja é finalizada, esta data está na inscrição sobre a fachada.
Em 1744, Francisco Gomes do Rego doa a igreja e uma casa em anexo para a Ordem Terceira de São Francisco, desde que se comprometessem a celebrar sete missas votivas, anualmente. Em 1854, a Ordem Terceira decide colocar a imagem do Senhor de Bouças no sepulcro do altar e, em seu lugar, colocar a imagem de Nosso Senhor Crucificado, pertencente a Ordem Terceira.
Em 1854, trouxeram a imagem de Nosso Senhor Crucificado que estava na igreja da Ordem Terceira de São Francisco e a colocaram no lugar que estava a imagem do Senhor de Bouças. Este último foi trasladado para o sepulcro do altar.

## Arquitetura
De arquitetura clássica, a igreja foi construída em nave única, com corredores laterais e tribunas sobrepostas, arquitetura comum das igrejas do século XVIII. O frontispício possui um frontão triangular de composição clássica, todos os vãos em vergas retas e um painel de azulejos portugueses, com o emblema da Ordem Terceira de São Francisco, em estilo rococó e trazidos de Lisboa. Sua fachada principal diferencia-se das fachadas de outras igrejas contemporâneas por não possui torres sineiras ladeando o corpo central. A portada foi ornamentada com moldura em pilastras com caneluras e sobre elas há um frontão com volutas e um nicho com uma imagem da Virgem Maria.
A igreja passou por intervenções em 1842, colocando as soleiras de cantaria, os ladrilhos da igreja e inclusão de alguns castiçais, fabricados por João Nunes da Mota. Em 1866 é adicionada a muralha de segurança para sustentação dos terrenos que fazem parte da igreja.
Entre as imagens que se encontram na Igreja, destacam-se a do Cristo na Cruz e de São Miguel.